# Jowgupalli, Mulbagal
Jowgupalli là một làng thuộc tehsil Mulbagal, huyện Kolar, bang Karnataka, Ấn Độ.